# Condado de Kalisz
Nota linguística: Não confundir hrabstwo (condado) com powiat (divisão administrativa)..
Kalisz (polaco: powiat kaliski) é um powiat (condado) da Polónia, na voivodia de Grande Polónia. A sede é a cidade de Kalisz. Estende-se por uma área de 1160,02 km², com 80 151 habitantes, segundo os censos de 2005, com uma densidade 69,09 hab/km².

## Divisões admistrativas
O condado possui:
Comunas urbana-rurais: Stawiszyn
Comunas rurais: Blizanów, Brzeziny, Ceków Kolonia, Godziesze Wielkie, Koźminek, Lisków, Mycielin, Opatówek, Szczytniki, Żelazków
Cidades: Stawiszyn

## Demografia
População (dados de 30 de Junho de 2005):
|          | Total   | Total | Mulheres | Mulheres | Homens  | Homens |
| -------- | ------- | ----- | -------- | -------- | ------- | ------ |
|          | pessoas | %     | pessoas  | %        | pessoas | %      |
| Total    | 80 151  | 100   | 40 777   | 50,9     | 39 374  | 49,1   |
| Cidades  | 1589    | 100   | 839      | 52,8     | 750     | 47,2   |
| Povoados | 78 562  | 100   | 39 938   | 50,8     | 38 624  | 49,2   |